# Pantaloncini

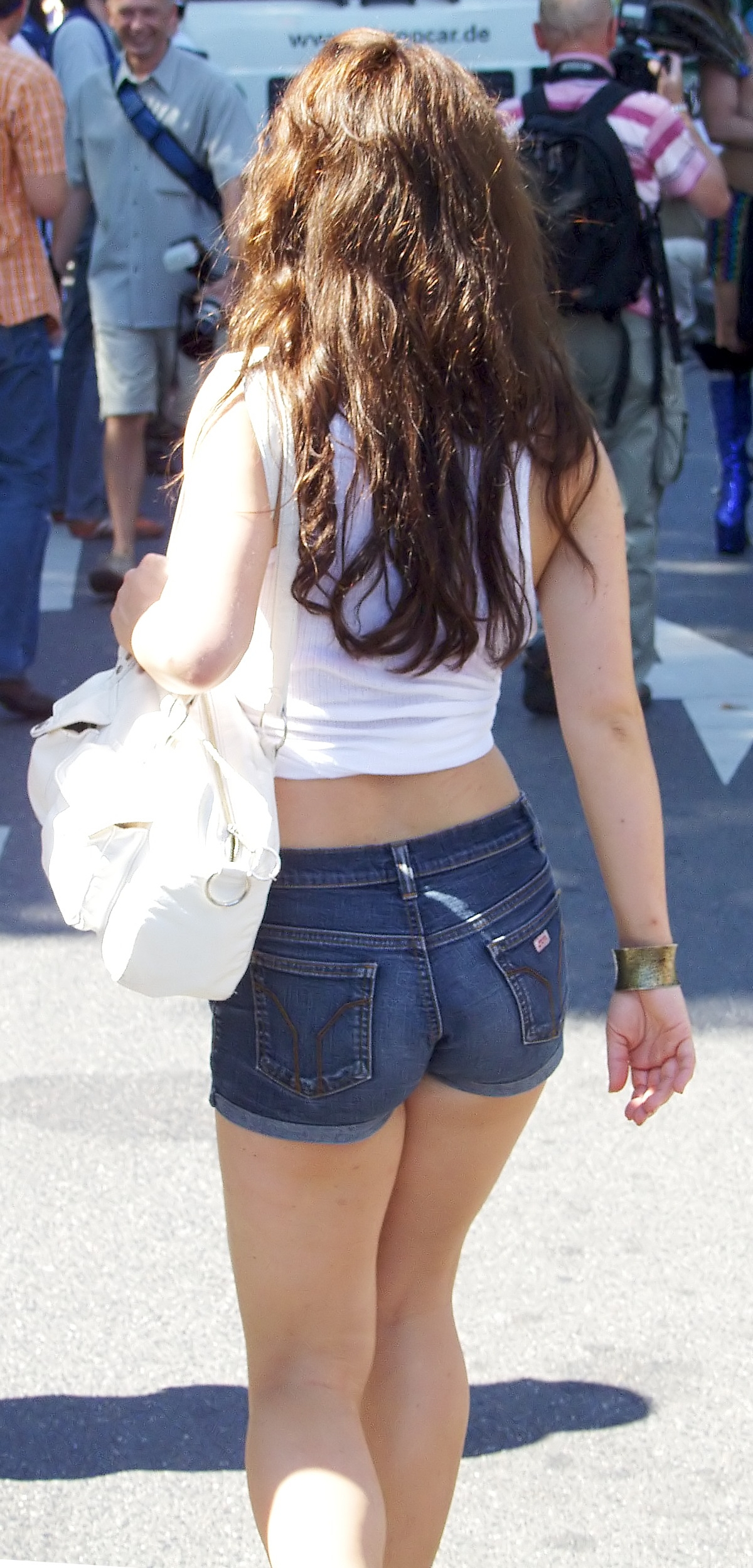
Una ragazza indossa un paio di short di jeans.

I pantaloncini (chiamati anche pantaloni corti, short o shorts) sono un tipo di pantaloni che copre la parte superiore delle gambe, dal bacino, estendendosi a volte fino alle ginocchia ma non coprendo l'intera lunghezza della gamba, senza arrivare ai piedi o alle caviglie. Prendono il nome in quanto versione ridotta del "pantalone".

## Storia
Gli short cominciano ad essere utilizzati principalmente negli Stati Uniti fra il XIX e il XX secolo dai bambini maschi fino all'età dell'adolescenza. In alcune scuole i pantaloncini facevano parte della divisa, associati con calzini lunghi fino alle ginocchia. Quando i ragazzi arrivavano all'adolescenza, i pantaloncini venivano sostituiti dai pantaloni normali, relegando nella mentalità collettiva i pantaloncini ad indumento per l'infanzia, nonostante i soldati che operavano in zone tropicali, utilizzassero una divisa con pantaloncini.
Dalla metà del XX secolo gli short sono entrati a far parte dell'abbigliamento, sia maschile che femminile, di tutte le età, benché siano comunemente considerati capi da indossare in situazioni piuttosto informali. In ambienti e situazioni formali o lavorative, gli short sono spesso sconsigliati, laddove non siano espressamente proibiti. Nei paesi del Medio oriente i pantaloncini hanno molto meno diffusione fra gli uomini, e sono quasi del tutto impensabili per una donna. Questo costume è principalmente dovuto ai tabù sociali e religiosi, secondo cui è immorale che una donna mostri le proprie gambe.

## Modelli
Attualmente i pantaloncini variano per design, lunghezza e materiale. Fra i modelli più diffusi sicuramente vanno ricordati i bermuda, dotati di tasche e passanti per la cintura. Dagli anni ottanta in avanti sono diventati molto popolari gli short realizzati in jeans lunghi fino al ginocchio per gli uomini, e fino a metà della coscia per le donne. Gli short sono anche ampiamente utilizzati nello sport, e spesso realizzati in materiale tecnico per favorire le performance dell'indossatore.
Gli short che si estendono fino oltre la metà del polpaccio vengono chiamati pinocchietti.

## Stili
| Nome                                        | Descrizione | Immagine |
| ------------------------------------------- | --- | -------- |
| Baggies                                     | Pantaloncini larghi che arrivano al ginocchio. Questo particolare stile è stato associato alle divise da calcio e a sport simili dal 1904, quando la Federcalcio inglese abbandonò la regola che imponeva ai giocatori di coprirsi le ginocchia. I pantaloncini lunghi e larghi sostituirono rapidamente i precedenti pantaloni alla zuava. Fino agli anni '60, i calciatori chiamavano questi indumenti "mutandine" ("knickers"), ma dopo gli anni '60 il termine "pantaloncini" è entrato nell'uso standard. Durante gli anni '70 e '80, i pantaloncini molto più corti divennero l'abbigliamento standard per i calciatori, ma in seguito all'adozione di pantaloncini più lunghi da parte del Tottenham Hotspur FC per una partita del 18 maggio 1991, nonostante la presa in giro iniziale, la lunghezza più lunga divenne di nuovo più ampiamente indossata. Un soprannome popolare per la squadra di calcio del West Bromwich Albion dall'inizio del 1900 è stato "Baggies". A volte si presume che questo sia in riferimento ai pantaloncini dei giocatori, sebbene ci siano più spiegazioni alternative. "Baggies" è anche un termine alternativo per i boardshorts. |          |
| Bermuda                                     | Pantaloni corti, che terminano da tre a quattro pollici sopra il ginocchio, comunemente indossati dagli uomini in bermuda (con calze al ginocchio, giacca e cravatta) per abiti da lavoro e anche ai cocktail party. Sono disponibili in un'ampia gamma di colori, che vanno dal classico grigio e blu marino, a tonalità più luminose come l'arancione, il verde e il rosa. Nonostante il loro nome, non sono di origine bermudiana, ma furono originariamente progettati intorno al 1900 per l'abbigliamento militare delle forze armate britanniche nei climi tropicali. Dagli anni '20 in poi questi pantaloncini dell'uniforme militare iniziarono ad essere copiati da sarti e civili delle Bermuda, e successivamente furono ripresi dai turisti che ne diffusero lo stile in tutto il mondo. I turisti che si sono appropriati dello stile indossavano bermuda quasi esclusivamente come abbigliamento casual. All'inizio degli anni '90 i bermuda furono accettati in Francia come un'opzione alla moda per le donne, sebbene dagli anni '30 si fossero affermati sempre più come un'opzione per l'abbigliamento sportivo alla moda delle donne americane. In America, nonostante le critiche diffuse, i bermuda furono adottati da studenti e studentesse nei campus universitari dagli anni '20 e '30 in poi, e negli anni '50 furono ampiamente indossati. All'inizio del 21º secolo in America, i bermuda da donna sono conosciuti come "pantaloncini da città" e di solito sono lunghi fino al ginocchio, assomigliando a una gonna a tubino (una gonna attillata con un taglio dritto e stretto. Generalmente l'orlo cade o è appena sotto il ginocchio). |          |
| Boardshorts                                 | I boardshorts sono una forma di pantaloncini lunghi e larghi specificamente progettati per l'abbigliamento da spiaggia e gli sport acquatici. Possono anche essere descritti come "baggies" o "jams". Come "costumi da bagno per surf" emersero per la prima volta alle Hawaii negli anni '50, distinguendosi per la loro costruzione che includeva cerniere e tasche sicure e sigillabili. Questi primi costumi erano realizzati in cotone, anche se i sintetici ad asciugatura rapida come il nylon e il neoprene trovarono rapidamente il favore di chi li indossava. Sono fatti per arrivare al ginocchio per proteggere le gambe del surfista dall'attaccarsi alla cera sulla loro tavola da surf. Nel 1970 l'azienda Quiksilver offrì un design di boardshort di grande successo che si guadagnò rapidamente una reputazione tra i surfisti come il meglio che si potesse avere. In seguito sarebbero stati i pionieri di una linea di pantaloncini da surf appositamente progettati per le donne che li indossavano. Altri produttori leader di boardshort includono Billabong e Rip Curl. Nel 2010, il boardshort era ampiamente indossato come indumento alla moda oltre la spiaggia, anche come abbigliamento da club e nelle scuole. All'inizio del 21º secolo, il poliestere è sempre più utilizzato, spesso mescolato con altre fibre come Lycra, elastan o spandex, creando un effetto ultrasuede. |          |
| Boxer                                       | Pantaloncini in tessuto morbido con elastico in vita solitamente indossati come biancheria intima, ma originariamente progettati per essere indossati dai partecipanti alla boxe. Nella loro forma attuale i "pugili" furono introdotti nel 1925 da Jacob Golomb (fondatore dell'azienda di attrezzature sportive e abbigliamento Everlast) come alternativa ai pantaloncini con cintura di pelle che indossavano tipicamente i pugili. Successivamente sono diventati anche un'alternativa alla biancheria intima lunga. I boxer da uomo come indumenti intimi iniziarono ad essere presentati con stampe e modelli innovativi dalla fine degli anni '50 in poi. Durante gli anni '80 e '90 le donne iniziarono a indossare boxer abbinati a magliette come abbigliamento da casa o da notte. I boxer briefs (a volte detti boxer-slip, boxer attillati o A-Fronts), emersi negli anni '90, sono una variazione specifica della biancheria intima sui boxer, ma realizzati in tessuto a maglia elastica per una vestibilità aderente. |          |
| Boyshorts                                   | Boyshorts (o boy shorts) sono una forma di biancheria intima femminile emersa per la prima volta negli anni '90, somigliando molto a hotpants abbreviati. Sono tagliati con lati larghi e vita bassa, riducendo il rischio di biancheria visibile sotto i vestiti ("panty line"). Questo tipo di pantaloncini sono sempre più indossati come abbigliamento esterno in contesti sportivi, come da Serena Williams sul campo da tennis, o da atlete e corridori come alternativa ai "bun-huggers". |          |
| Bun huggers                                 | Bun-huggers è un nome popolare per pantaloncini sportivi unisex molto corti e attillati, noti anche come "slip da corsa". Sono stati paragonati agli slip dei bikini. Nel 2008 è stato notato che la Federazione internazionale di pallavolo richiedeva che le giocatrici indossassero tali indumenti durante il gioco. Sebbene si sostenga e si affermi che i bun-hugger consentono a chi li indossa di muoversi senza ostacoli e godere di un'ampia gamma di movimenti, i portatori e gli osservatori hanno espresso disagio per la loro crescente scarsità. Uno studio realizzato dalla Women's Sports Foundation ha commentato che rendere obbligatori tali indumenti per le atlete significava "avventurarsi nell'arena dello sfruttamento degli atleti". Dalla metà degli anni 2000 tali indumenti vengono sempre più sostituiti da boyshorts che offrono maggiore copertura e sicurezza a chi li indossa. |          |
| Pantaloncini cargo                          | I pantaloncini cargo sono una versione abbreviata dei cargo pants (anche detti pantaloni da combattimento dopo il loro scopo originale come abbigliamento da lavoro militare, sono pantaloni dal taglio ampio originariamente progettati per ambienti di lavoro difficili e attività all'aperto, contraddistinti da numerose ampie tasche), tipicamente intorno al ginocchio, con tasche multiple che sono tipicamente cucite ai lati esterni delle gambe. Nel 1980 i pantaloncini cargo furono commercializzati come ideali per lo sportivo o il pescatore, con le alette delle tasche che assicuravano che il contenuto delle tasche fosse al sicuro ed era improbabile che cadesse. Dalla metà alla fine degli anni '90 i pantaloncini cargo hanno trovato popolarità nella moda maschile tradizionale. Nel 2012, Tim Gunn ha osservato che mentre le tasche erano innegabilmente utili per trasportare oggetti per il lavoro o altri strumenti quotidiani, i pantaloncini cargo erano più pratici che eleganti. |          |
| Culotte                                     | Le culotte furono introdotte a metà del XX secolo come versione abbreviata della gonna divisa della fine del XIX secolo destinata all'equitazione e alla bicicletta. Sebbene chiamate gonne culotte, sono fondamentalmente pantaloncini interi costruiti per nascondere la loro divisione. Dalla metà del XX secolo le culotte sono state sempre più offerte come alternativa alle gonne nelle uniformi femminili, ad esempio durante la guerra del Vietnam, quando le lavoratrici della Croce Rossa trovarono le loro gonne uniformi poco pratiche intorno agli elicotteri. |          |
| Cut-offs                                    | Chiamato anche "cutoffs". Un termine generico per i pantaloni in cui le gambe sono state tagliate a metà. Il concetto esiste dagli anni '30, quando i pantaloncini iniziarono ad essere indossati in modo accettabile al di fuori del campo sportivo. Durante gli anni '60 e '70 il concetto di tagliare deliberatamente le gambe dei jeans, lasciando sfilacciare il bordo grezzo, insieme ad altri mezzi per personalizzarli, prese piede come parte della cultura giovanile occidentale. Mentre i tagli possono essere fatti in casa da jeans esistenti, anche i tagli già pronti vengono venduti al dettaglio. I cut-offs estremamente corti sono noti come "Daisy Dukes". |          |
| Pantaloncini da ciclismo                    | I pantaloncini da ciclismo sono pantaloncini lunghi attillati specificamente progettati per essere indossati dai ciclisti per ridurre gli sfregamenti. Sebbene spesso dotati di elastico in vita, uno stile alternativo popolare con bretelle integrali, più comodo a lungo termine per i ciclisti seri, è chiamato pantaloncini con bretelle (bib shorts). Sono progettati per adattarsi alla postura di un ciclista piegato in posizione di gara, tagliati più lunghi nella parte posteriore che nella parte anteriore per garantire una copertura completa. Dagli anni '80, tali indumenti sono sempre più progettati per tenere conto della differenza tra corpi maschili e femminili, poiché i pantaloncini da donna richiedono una misura più lunga dalla vita al cavallo. Dagli anni '80, i "pantaloncini da bici" (bike shorts) sono stati indossati anche come capi di moda, sebbene queste versioni spesso manchino dell'imbottitura interna e della costruzione richieste dai ciclisti. |          |
| Daisy Dukes                                 | Una versione estremamente corta di jeans tagliati, popolarmente conosciuta come "Daisy Dukes" in riferimento al personaggio Daisy Duke di Catherine Bach con quel nome dal programma televisivo americano The Dukes of Hazzard. Sono una forma di hot pants o pantaloncini corti, tipicamente indossati dalle donne. |          |
| Pantaloncini di jeans, denim shorts o Jorts | I pantaloncini di jeans sono indossati da tutti i sessi. Possono anche essere chiamati "jorts", una combinazione di "jeans" e "shorts", sebbene questo termine sia probabilmente applicato agli stili larghi al ginocchio. Tuttavia, il termine può descrivere molti stili di pantaloncini realizzati in denim, come i cut-off o i Daisy Dukes. Il termine "jorts", definito semplicemente come pantaloncini di jeans, è stato aggiunto all'Oxford English Dictionary nel 2013. |          |
| Dolphin shorts ("pantaloncini da delfino")  | Uno stile specifico di pantaloncini da ginnastica, molto corti, originariamente realizzati in nylon con bordo a contrasto, spacchi laterali e angoli arrotondati, in voga negli anni '80. Il nome è una storpiatura di Dolfin, la società americana che per prima ha prodotto i pantaloncini da corsa originali negli anni '80. Un portatore di alto profilo di "pantaloncini da delfino" è il guru del fitness Richard Simmons, che nel 2012 si vantava di possedere 400 paia di Dolfin vintage. Nel 2012, è stato riferito che i pantaloncini Dolfin arancioni sono specificati come parte dell'uniforme per le cameriere di Hooters. |          |
| Pantaloncini da ginnastica                  | Un termine generico per pantaloncini specificamente progettati per l'abbigliamento sportivo. |          |
| Hotpants o hot pants                        | Il nome "hot pants" è apparso intorno al 1970 come descrizione di pantaloncini estremamente corti, realizzati in tessuti di lusso come velluto e seta, sottolineando il loro ruolo di capi di moda piuttosto che di abbigliamento pratico. Nel 1976, Eleanor Lambert notò che il termine "hot pants" era stato coniato da Women's Wear Daily per descrivere le mode innovate dall'azienda francese di prêt-à-porter Dorothée Bis. Lambert attribuisce anche a Mariuccia Mandelli del marchio di moda italiano Krizia il merito di aver disegnato i primi "hot pants" nel 1970. Anche gli hotpants sono sempre più accreditati a Mary Quant. Mentre il termine "hotpants" è usato genericamente per descrivere pantaloncini corti realizzati in qualsiasi materiale, indumenti simili erano stati indossati sin dagli anni '30. I pantaloncini da uomo molto corti possono anche essere occasionalmente chiamati hotpants. |          |
| Lederhosen                                  | Pantaloncini di pelle, spesso indossati con bretelle abbinate collegate da una fascia sul petto, tradizionalmente associati alla Baviera, in Germania e paesi precedentemente parte della regione del Tirolo e dell'Impero austro-ungarico. |          |
| Pantaloncini da corsa                       | Una forma di pantaloncini da ginnastica progettati specificamente per la corsa. Sono in genere leggeri, molto corti e divisi lateralmente (per consentire la libertà di movimento delle gambe), con una fodera interna per slip. Il nylon è un tessuto popolare per i pantaloncini da corsa in quanto è leggero, ad asciugatura rapida e resistente. I pantaloncini da corsa in nylon sono apparsi per la prima volta negli anni '70 e, nonostante l'iniziale resistenza tra gli uomini a indossare indumenti così morbidi e leggeri che sembravano lingerie, i pantaloncini in nylon sono diventati rapidamente popolari. Una versione ancora più corta del pantaloncino da corsa, tipicamente indossata dai partecipanti al triathlon, è chiamata tri-short. I "pantaloncini di delfino" sono una variante popolare dei pantaloncini da corsa. I pantaloncini da trail running sono in genere realizzati più lunghi e in tessuto più resistente che ha meno probabilità di impigliarsi e strapparsi sui rami sporgenti. |          |
| Pantaloncini scolastici                     | Pantaloncini progettati specificamente per essere indossati come parte di un'uniforme scolastica. Questi sono tradizionalmente realizzati nello stesso modo dei pantaloni completamente su misura, con passanti per cintura, tasche, chiusure con patta e fodera, ma tagliati alla lunghezza dei pantaloncini. Originariamente veniva utilizzata la flanella di lana, come nei pantaloni lunghi, ma oggigiorno questi pantaloni corti sono più comunemente realizzati con tessuti misti sintetici. I tradizionali pantaloncini di flanella grigia associati all'uniforme scolastica britannica si erano affermati negli anni '20, quando erano lunghi fino al ginocchio o appena sopra di esso. Fino agli anni '50 i pantaloncini scolastici venivano anche descritti come "knickers" nei cataloghi e nel gergo sartoriale. Questo termine probabilmente ha avuto origine come abbreviazione di pantaloni alla zuava, che iniziarono ad essere indossati dagli scolari per lo sport negli anni ottanta dell'Ottocento. Poiché il termine "knickers" era diventato sinonimo di "mutandine" nel 20º secolo, era usato raramente per i pantaloncini. Nel 2004, uno studio sulle scuole private britanniche ha notato che i tradizionali pantaloncini scolastici grigi erano diventati denotatori di uniformi scolastiche private o pubbliche, poiché non erano più richiesti dalle scuole statali. Pantaloncini su misura simili fanno parte dell'uniforme scolastica in un certo numero di paesi, tra cui Australia, Singapore, Sud Africa e Nuova Zelanda, e fanno anche parte dell'uniforme indossata dai bambini in organizzazioni come i Cub Scouts.                   |          |
| Pantaloncini corti                          | I pantaloncini corti, come suggerisce il nome, sono più corti della media. Tali indumenti erano noti sin dagli anni '30, quando le star femminili di Hollywood li indossavano per le fotografie pubblicitarie, e a New York City fu approvata un'ordinanza (abrogata nel 1942) che vietava alle donne di indossarli. Erano principalmente indossati per scopi sportivi e attivi, come il ciclismo. I pantaloncini che terminavano nella parte superiore della coscia divennero sempre più popolari come abbigliamento informale per il tempo libero e abbigliamento sportivo negli anni '40, '50 e '60 sia per uomini che per donne. All'inizio degli anni '70 iniziarono a essere realizzati pantaloncini corti con tessuti alla moda, nella cui forma divennero noti come hotpants, un termine reso popolare da Women's Wear Daily. Da allora i termini hotpants e pantaloncini corti sono diventati intercambiabili. |          |
| Skort                                       | Skort (una combinazione delle parole "skirt" e "shorts") sono realizzati con un lembo di tessuto davanti che crea l'illusione di essere una gonna dalla parte frontale. Sono spesso indossati per lo sport e le attività attive. Quando lo skort fu introdotto per la prima volta in America alla fine degli anni '50, descriveva un paio di pantaloncini con una sopragonna a pieghe attaccata. |          |
| Pantaloncini sartoriali                     | I pantaloncini sartoriali sono più strutturati e aderenti. Di solito per ottenere un aspetto più sofisticato. Dal 2020 sono diventati popolari tra le donne e spesso fanno parte di set di pantaloncini da 2 pezzi. |          |
| Zip-offs o pantaloncini convertibili        | Pantaloni lunghi che si chiudono con zip al ginocchio, permettendo a chi li indossa di variare a piacere la lunghezza della gamba del pantalone. Spesso consigliate per le escursioni o le passeggiate, le zip-off esistono dagli anni '80. Sono adatti anche ai pescatori, poiché i pantaloni più lunghi possono essere facilmente convertiti in pantaloncini lunghi. |          |